# Großer Preis von Berlin (Radsport)
Der Große Preis von Berlin war ein Wettbewerb im Bahnradsport, der in der Disziplin Sprint von 1895 bis 1994 in Berlin veranstaltet wurde.

## Geschichte
Der Große Preis von Berlin wurde 1895 zum ersten Mal ausgerichtet und wurde bis 1994 in unregelmäßigen Abständen für Berufsfahrer und Amateure mit gesonderten Wettbewerben veranstaltet. Die Amateure trugen den Großen Preis zum ersten Mal 1895 aus, die Berufsfahrer erstmals 1897. Nach dem Zweiten Weltkrieg fand das Rennen sowohl in Ost-Berlin als auch in West-Berlin unter diesem Namen statt. Fahrer aus der DDR durften aus politischen Gründen nicht beim Großen Preis in West-Berlin starten. Der Bund Deutscher Radfahrer entsandte im Gegenzug auch keine Teilnehmer zum Großen Preis nach Ost-Berlin. In einigen Jahren fanden mehrere Rennen unter diesem Namen statt. Letzter Sieger war 1994 Eyk Pokorny.
Unter dem Namen Großer Preis von Berlin wurden in einigen Jahren auch Steherrennen (von 1909 bis 1920) organisiert.

## Palmarès
- 1895  Heimann (A)
- 1895 (2)  Johannes Pundt (A)
- 1896  Willy Arend (A)
- 1897  Paul Bourillon
- 1898  Paul Bourillon
- 1899  Edmond Jacquelin
- 1900–1903 nicht ausgetragen
- 1904  Iver Lawson
- 1904 (2)  Willy Arend
- 1905 nicht ausgetragen
- 1906  Thorvald Ellegaard
- 1907–1908 nicht ausgetragen
- 1909  Otto Meyer
- 1910–1911 nicht ausgetragen
- 1912  Walter Rütt
- 1913  Otto Meyer
- 1913 (2)  Walter Rütt
- 1914  Léon Hourlier
- 1915 nicht ausgetragen
- 1916  Willy Lorenz
- 1916 (2)  Walter Rütt
- 1917  Walter Rütt
- 1918 nicht ausgetragen
- 1919  Walter Rütt
- 1920  Eugen Stabe
- 1921  Ernst Kaufmann
- 1922  Ernst Kaufmann
- 1923 nicht ausgetragen
- 1924  Ernst Kaufmann
- 1925  Piet Moeskops
- 1926  Robert Spears
- 1926 (2)  Max Hahn
- 1927  Frederick Taylor
- 1927 (2)  Piet Moeskops
- 1928  Piet Moeskops
- 1929  Piet Moeskops
- 1929 (2)  Mathias Engel
- 1929 (3)  Willi Frach
- 1930  Lucien Michard
- 1931 ?
- 1932  Jef Scherens
- 1933 ?
- 1934 ?
- 1935  Arie van Vliet
- 1936  Toni Merkens
- 1937  Jef Scherens
- 1938  Arie van Vliet
- 1939  Jan Derksen
- 1939 (2)  Albert Richter
- 1940  Toni Merkens
- 1941  Arie van Vliet
- 1942–1947 nicht ausgetragen
- 1948  Georg Voggenreiter
- 1949  Heinz Drescher
- 1950  Jan Derksen
- 1951–1953 nicht ausgetragen
- 1954  Werner Potzernheim
- 1955 nicht ausgetragen
- 1956  Jan Derksen
- 1957  Lloyd Binch
- 1958  Rudi Altig
- 1959  Roger Gaignard
- 1959 (2)  Jan Derksen
- 1959 (3)  Lloyd Binch
- 1960  Jan Derksen
- 1961  Piet van der Touw
- 1961 (2)  Valère Frennet
- 1962  Jos De Bakker
- 1962 (2)  Arie de Graaf
- 1963  Jacques Suire
- 1963 (2)  Werner Potzernheim
- 1964  Werner Potzernheim
- 1965  Ivan Kučírek
- 1966 nicht ausgetragen
- 1967  Omar Pchakadse
- 1968  Igor Zelowalnikow
- 1969  Jürgen Geschke
- 1970  Werner Otto
- 1970 (2)  Jürgen Barth
- 1971  Daniel Morelon
- 1972  Peter van Doorn
- 1972 (2)  Jürgen Geschke
- 1973  Werner Otto
- 1973 (2)  Daniel Morelon
- 1974  John Nicholson
- 1975  Emanuel Raasch
- 1975 (2)  Niels Fredborg
- 1976  Siegfried Schreiber
- 1977  Alex Pontet
- 1978  Lutz Heßlich
- 1979 nicht ausgetragen
- 1980  Yavé Cahard
- 1981  Emanuel Raasch
- 1982  Michael Hübner
- 1982 (2)  Detlef Uibel
- 1983 nicht ausgetragen
- 1984  Gerhard Scheller
- 1985  Bill Huck
- 1985 (2)  Gerhard Scheller
- 1986  Lutz Heßlich
- 1986 (2)  Mark Gorski
- 1986 (3)  Hans-Jürgen Greil
- 1987  Mark Gorski
- 1988  Eric Schoefs
- 1989  Bill Huck
- 1989 (2)  Frédéric Magné
- 1990 nicht ausgetragen
- 1991  Jens Fiedler
- 1992  Emanuel Raasch
- 1993  Jens Fiedler
- 1994  Eyk Pokorny